# Лапіно (міський округ місто Бор)
Лапіно (рос. Лапино) — присілок в Борському міському окрузі Нижньогородської області Російської Федерації.
Населення становить 73 особи. Входить до складу муніципального утворення Міський округ місто Бор.

## Географія

### Розташування
Присілок знаходиться на заході центральної частини Нижегородської області, в зоні хвойно-широколистяних лісів, на схід від автодороги 22К-0015, на відстані приблизно 17 кілометрів (по прямій) на північний схід від міста Городць, адміністративного центру  району.  Абсолютна висота — 97 метрів над рівнем моря.

### Клімат
Клімат характеризується як помірно континентальний, із відносно коротким помірно теплим літом та холодною тривалою зимою.  Середньорічна температура — 3,6°C.  Середня температура повітря найтеплішого місяця (липня) — 18,4°C (абсолютний максимум — 37°C);  найхолоднішого (січня) — −11,8°C (абсолютний мінімум — −40°C).  Безморозний період триває близько 146 днів.  Середньорічна кількість атмосферних опадів становить близько 450-550 мм, з яких більша частина випадає в теплий період.  Стійкий сніговий покрив встановлюється зазвичай у листопаді і тримається близько 154 днів.

## Історія
Від 2010 року входить до складу муніципального утворення Міський округ місто Бор.

## Населення
| 2002 | 2010 |
| ---- | ---- |
| 47   | ↗73  |